# Gouden Stick (België)
De Gouden Stick is een jaarlijkse sportprijs in het hockey.

## Geschiedenis
Tot 1995 werd deze sportprijs toegekend ongeacht de sekse. Vanaf seizoen 1995-'96 zijn er aparte prijzen voor mannen en vrouwen. Tevens kon de trofee vanaf dat seizoen meermaals in een spelerscarrière gewonnen worden.  Tot 2006 werd de prijs toegekend door een jury samengesteld uit sportjournalisten de bondscoaches, nadien konden ook de hockeyers zelf en het publiek meestemmen.   

## Erelijst
- 1961-1962 Marcel Thill[1]
- 1962-1963 Michèle Kahn
- 1963-1964 Jean-Louis Le Clerc[2]
- 1964-1965 Guy Miserque[3]
- 1965-1966 Michel Muschs[4]
- 1966-1967 Jean-François Gilles[5]
- 1967-1968 Michel Devillé[6]
- 1968-1969 Marc Legros
- 1969-1970 Jean-Claude Moraux
- 1970-1971 Eric Stoupel
- 1971-1972 Michel De Saedeleer
- 1972-1973 Bernard Smeekens
- 1973-1974 Frank Smissaert
- 1974-1975 Jean-Louis Maroye
- 1975-1976 Serge Dubois
- 1976-1977 Philippe Van Strydonck
- 1977-1978 Brigitte Carlier
- 1978-1979 Robert Maroye
- 1979-1980 Robert Gucassoff
- 1980-1981 Eric Vandenbemden
- 1981-1982 Luc Melotte
- 1982-1983 Paul Urbain
- 1983-1984 Patrick Remy
- 1984-1985 Michel Van Oost
- 1985-1986 Jean-Marc Hallet
- 1987 Marc Coudron[7]
- 1988 Marie Pascale Caesens
- 1989 Philippe Schuermans
- 1990 Erik Vander Gracht
- 1991 Jean Willems
- 1992 Philippe Van Hemelen[8]
- 1993 Alex de Chaffoy[7]
- 1994 Thierry Renaer[9]

### Heren
- 1995 Marc Coudron[7]
- 1996 Philippe Van Hemelen[7]
- 1997-1998 Alex de Chaffoy[7]
- 1998-1999 Jean Willems
- 1999-2000 Thierry Renaer
- 2000-2001 Vincent Deneumostier
- 2001-2002 Antoine Denis
- 2002-2003 Maxime Luycx
- 2003-2004 Thierry Renaer
- 2004-2005 Jean-Philippe Brulé[10]
- 2005-2006 Juane Garreta[11]
- 2006-2007 Fabrice Bourdeaud’hui[12]
- 2007-2008 Loïc Vandeweghe[13]
- 2008-2009 John-John Dohmen[14]
- 2009-2010 Jérôme Truyens[15]
- 2010-2011 Felix Denayer[16]
- 2011-2012 Florent van Aubel[17]
- 2012-2013 Felix Denayer[18]
- 2013-2014 Arthur Van Doren[19]
- 2014-2015 Pau Quemada[20]
- 2015-2016 Arthur Van Doren[21]
- 2016-2017 Arthur Van Doren[22]
- 2017-2018 Florent van Aubel[23]
- 2018-2019 Florent van Aubel[24]
- 2019-2020 geen verkiezing omwille van Covid-19-pandemie
- 2020-2021 Florent van Aubel[25]
- 2021-2022 Tom Boon[26]
- 2022-2023 Tom Boon[27]

### Dames
- 1995-1996 Sofie Gierts
- 1996-1997 Géraldine Chardome
- 1997-1998 Shirley Pauwels
- 1998-1999 Dominique Beckers
- 1999-2000 Naznin Ladha
- 2000-2001 Magali Demeyere
- 2001-2002 Charlotte De Vos
- 2002-2003 Anne-Sophie De Scheemaekere
- 2003-2004 Valérie Vermeersch
- 2004-2005 Magali Demeyere
- 2005-2006 Sofie Gierts[11]
- 2006-2007 Sofie Gierts[12]
- 2007-2008 Sofie Gierts[13]
- 2008-2009 Valérie Vermeersch[14]
- 2009-2010 Sofie Gierts[15]
- 2010-2011 Barbara Nelen[16]
- 2011-2012 Sofie Gierts[17]
- 2012-2013 Barbara Nelen[18]
- 2013-2014 Anouk Raes[19]
- 2014-2015 Alix Gerniers[20]
- 2015-2016 Barbara Nelen[21]
- 2016-2017 Alix Gerniers[22]
- 2017-2018 Alix Gerniers[23]
- 2018-2019 Emma Puvrez[24]
- 2019-2020 geen verkiezing omwille van Covid-19-pandemie
- 2020-2021 Ambre Ballenghien[25]
- 2021-2022 Charlotte Englebert[26]
- 2022-2023 Michelle Struijk[27]

Vlaamse clubs · Waalse clubs · Brusselse clubs
Gouden Stick · Biografieën Belgische hockeyers